# Abayudaya

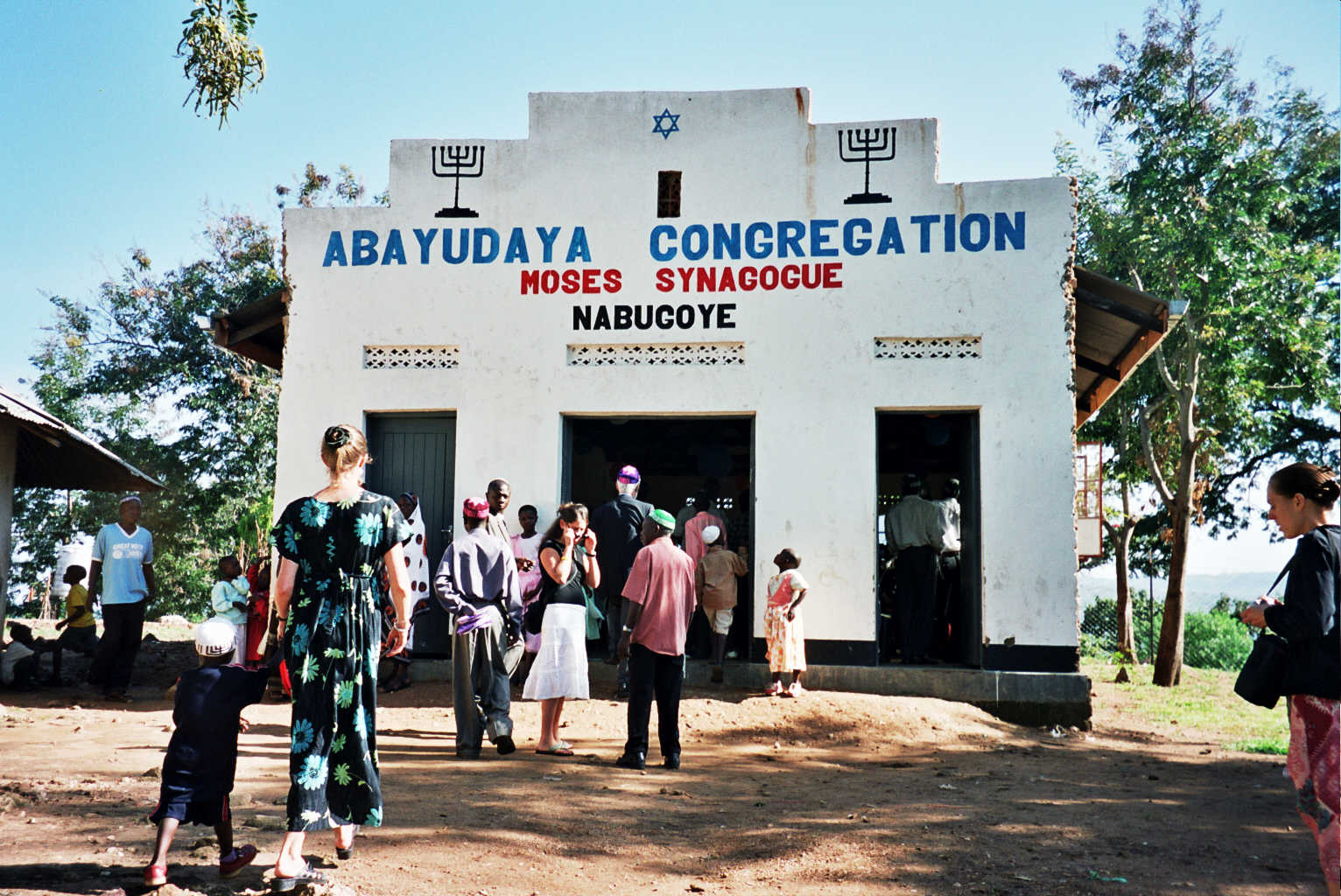
Synagoge der Abayudaya-Gemeinde bei Mbale

Abayudaya (Luganda-Sprache, „Kinder von Juda“) sind eine Religionsgemeinschaft in Uganda, die sich zum Judentum bekennt. Die etwa 1500 Abayudaya leben am Fuße des Mount Elgon hauptsächlich in Nabugoya bei Mbale und Pallisa. Sie bekennen sich zur jüdischen Religion, obwohl sie historisch nicht zu einer jüdischen Gruppe gehören.

## Ursprung
Die jüdische Gemeinde bildete sich um den Krieger Semei Kakungulu, der unter britischer Herrschaft zuerst den protestantischen Glauben angenommen hatte. Nach dem Bruch mit den Briten wandte er sich der christlichen Sekte der Abamalaki zu, die jüdische Elemente in ihren Glauben aufgenommen hatte. Der jüdische Glaube faszinierte Kakungulu so sehr, dass er sich 1919 von den Abamalaki abwandte und erklärte, nun Jude zu sein und nach den jüdischen Geboten zu leben. So ließ er seine Söhne und sich selbst beschneiden. Er scharte Anhänger um sich, mit denen er bei Mbale siedelte. 
Im Jahr 1920 kam für etwa sechs Monate ein vermutlich europäischer Jude namens Josef zu ihnen und brachte ihnen die jüdischen Feste, den jüdischen Kalender und die jüdischen Speisegesetze bei.
Im Jahr 1922 veröffentlichte er das Buch Ebigambo ebiva mukitabo ekitukuvu („Zitate aus dem Heiligen Buch“). Auf 90 Seiten berichtete er, wie er vom Christentum zum Judentum kam. Dieses Buch gilt bis heute als das Lehrbuch der Abayudaya.
Aber erst 1926, als die Gemeinde Kontakt zu einem weißen Juden hatte, der einige Zeit bei der Gemeinde verbrachte und sie die jüdischen Rituale lehrte, wurde der Glaube an Jesus Christus endgültig abgelegt. Semei Kakungulu starb am 24. November 1928.

## Geschichte
Im Jahr 1961 lebten ca. 3000 Abayudaya mit mehr als 30 Synagogen in Uganda. Während der Diktatur Idi Amins von 1971 bis 1979 begann eine Verfolgung der Abayudaya, die zum Tod vieler Gemeindemitglieder, zur Zerstörung aller Synagogen und der Verbrennung der heiligen Bücher führte. Nach seinem Sturz konnten die Abayudaya ihre Glaubenstraditionen wieder fortsetzen. Ihre Anzahl war auf etwa 300 gesunken.
2002 erfolgte eine teilweise Anerkennung durch die jüdische Weltgemeinde, als ein Rabbinergericht, ein Beth Din aus drei konservativen und einem Reform-Rabbiner, über 400 Gemeindemitglieder offiziell zum Judentum konvertierte. 
Die Abayudaya hatten zu keiner Zeit Kontakt zu den Beta Israel in Äthiopien, von deren Existenz haben sie erst in den neunziger Jahren erfahren, oder den Lemba im südlichen Afrika. Ihr spiritueller Leiter, Rabbi Gershom Sizomu, erwarb eine formelle rabbinische Ausbildung an der zum konservativen Judentum gehörenden University of Judaism in Los Angeles. Er wurde im Mai 2008 offiziell zum Rabbiner ordiniert. Bis heute werden die Abayudaya vom Staat Israel nicht als Juden anerkannt.
2019 wird ihre Anzahl auf 1.400 Mitglieder geschätzt.

## Religiöses Leben
Im Jahr 2009 unterhielt die Gemeinde fünf Synagogen in Uganda, in Nabugoya, im Dorf Namanyoyi, in Nasenyi und Putti, beide im Bezirk Pallisa, und im Dorf Magada. 
Die religiöse Musik der Abayudaya orientiert sich an der traditionellen jüdischen Liturgie, verwendet für die gesungenen Gebete aber häufig Melodien der örtlichen ugandischen Tradition. Darüber hinaus gibt es zahlreiche autochthone religiöse Lieder.

## Diskographie
- Kohavim Tikvah Choir: Shalom Everybody Everywhere! introducing the Abayudaya Jews of Uganda, Kulanu 1997, KUL-9701
- Abayudaya - Music from the Jewish People of Uganda, compiled and annotated by Jeffrey A. Summit. Smithsonian Folkways Recordings 2003, SFW CD 40504
- Rabbi Gershom Sizomu: Sing for Joy - Abayudaya Jews of Uganda. Abayudaya/Be'Chol Lashon 2007